# 源久寺 (徳島市)
源久寺（げんきゅうじ）は、徳島県徳島市寺町にある真言宗大覚寺派の寺院である。山号は歴却山。院号は加持院。本尊は不動明王。

## 歴史
「徳島市史」によると室町時代の創建とされる。かつては旧矢上村（現在の藍住町）にあって、賢久寺と称した。一時衰えたが再建され、天正年間（1573年-1592年）に現在の寺町へ移った。
当時は徳島城下に五か所あった、蜂須賀家の祈願所のひとつであった。その後、蜂須賀光隆が源久寺と改称した。

## 交通
- JR徳島駅より徒歩約15分。